# 내 생각은 침묵 중
내 생각은 침묵 중(«Мої думки тихі», Moi dumki tikhi, My Thoughts Are Silent)은 우크라이나에서 제작된 안토니오 루키츠 감독의 2019년 코미디 영화이다. 제54회 카를로비바리 국제 영화제의 카를로비바리 부무에서 2019년 7월 4일 처음 상영되었으며 Special Jury Prize를 수상했다.
이 영화는 우크라이나에서 2020년 1월 16일 개봉하였다.

## 출연
- Andriy Lidahovskiy  — 바딤, 사운드 엔지니어 역
- Irma Vitovska-Vantsa — 바딤의 엄마, 우지호로드의 택시 운전사 역